# El Internado
El internado (ou El internado: Laguna Negra) é uma série de televisão espanhola de drama e suspense produzida pela Globomedia para o canal espanhol Antena 3. A série foi originalmente transmitida na Espanha de 24 de maio de 2007 a 13 de outubro de 2010.
Em dezembro de 2019, foi anunciado que a série teria um reboot chamado El internado: Las Cumbres, que foi lançada em 2021 no Amazon Prime Video.
Desde a sua estreia foi uma das séries com maior êxito de Espanha, para além das mais premiadas pela sua qualidade no roteiro e nas suas tramas, sendo a segunda série mais cara de Espanha com um orçamento de 600.000 euros por capítulo. Em abril de 2013, El internado: Laguna Negra foi incluído no ranking do The WIT dos melhores formatos de televisão dos últimos 50 anos; é a única produção espanhola da lista até aquele momento.  

## Produção
Os décors da série ocupam 1100 metros quadrados e contam com uma equipa de 90 pessoas, para além do bosque que, na verdade, se localiza numa universidade privada na serra madrilena. A série conta com três diretores fixos. Um deles, Jesús Rodrigo explicou que se trabalha com valores de 600.00 euros e 11 dias de filmagens por episódios. Um dos elementos fundamentais é a luz, porém esta poderá ser uma faca de dois gumes. O plano de filmagem habitual para um episódio é de sete dias no estúdio e quatro no exterior.

## Personagens
- Natalia Millán como Elsa.
- Luis Merlo como Héctor.
- Marta Torné como María.
- Martiño Rivas como Marcos.
- Raúl Fernández como Fermín.
- Yon González como Iván.
- Ana de Armas como Carolina.
- Elena Furiase como Victoria.
- Blanca Suárez como Julia.
- Daniel Retuerta como Roque.
- Irene Montalà como Rebeca.
- Lola Baldrich como Lucía.
- Javier Rios como Hugo.
- Cristina Marcos como Alicia.
- Pedro Civera como Camilo.
- Carlota García como Paula.
- Denisse Peña como Evelyn.
- Ismael Martínez como Martín.
- Javier Cidoncha como Lucas.
- Sergio Murillo como Javier Holgado.
- Yolanda Arestegui como Sandra Pazos.
- Natalia López como Clara.
- Nani Jiménez como Amaia.
- José Ángel Trigo como Rubén.
- Iñaki Font como Teniente Garrido.
- Eduardo Mayo como Curro.
- Santi Pons como Max.
- Amparo Baró como Jacinta.

## Repercussão

### Espanha
Para Antena 3 este foi a sua melhor estreia de ficção em três anos (em média, 3,5 milhões aproximadamente), superando, a maior parte das vezes, os três milhões de telespectadores, chegando até, em sete ocasiões, a superar os quatro milhões. É uma das séries de maior êxito que a cadeia de televisão emite atualmente, está a começar a ser emitida em outros países fora de Espanha e é vencedora de diversos prémios, entre eles o “Prémio Ondas”. 
Desde a sua estreia esteve sempre nomeada aos prémios “TP de Oro”, onde se sagrou vencedora em 2007.

### México
Em 25 de maio de 2009 a série estreou no canal mexicano Azteca 7, às 19:00.
O canal mexicano só transmitiu as primeiras 4 temporadas, já que a quinta ainda estava a ser transmitida em Espanha. Há rumores que volte a ser transmitida, apesar de não haver nenhuma data confirmada. 

### Europa Central
A série também será emitida brevemente através do canal AXN Central Europe em vários países da Europa Central como Hungria, República Checa, Eslováquia, Polónia, Roménia, República da Macedónia ou Bulgária.

### América Central e Caraíbas
Foi transmitida a partir de 26 de janeiro de 2010 em Cuba, ao início pelo canal nacional Tele Rebelde. Como dado curioso, numa primeira tentativa, foi transmitida entre as 19h30 e as 20h00, espaço de aventuras por excelência; logo após os primeiros episódios, o ICRT determinou transferir o programa para o horário da meia-noite, no canal Cubavisión, no mesmo horário em que são transmitidas séries como Anatomia de Grey, já que no horário anterior, criado para crianças, a série não se encaixava. 

### América do Sul
A sexta temporada poderá ser vista no canal ANTENA 3 INTERNACIONAL, às terças-feiras pelas 20h00 (México) ou 20h30 (Venezuela). Actualmente, a quinta temporada está a ser emitida através do canal 201 da OnDirectv, na Argentina e na Venezuela e no Chile pelo canal 999.

### Estados Unidos
A série ainda não foi vendida a um canal norte-americano, porém existem contactos da produtora espanhola Globomedia com canais e produtoras desse país com o propósito de adaptar ou co-produzir “El internado”.

### França
Foi feita uma versão francesa de El Internado chamada L'Internat na cadeia de televisão M6. A história desenrola-se num colégio situado num bosque do departamento de l'Essonne. A série estreou a sua primeira temporada (de 10 episódios de 50 minutos cada um) em novembro de 2009 e acabou a sua transmissão em dezembro do mesmo ano, com resultados abaixo das expectativas, pelo que não será mais emitida.

### Portugal
A série foi transmitida pela SIC Radical, desde 5 de março de 2013 onde emitiu a série completa, sem pausas por temporada. Agora está a ser emitido pelo Biggs desde 4 de agosto de 2023.

## El Internado: Los Archivos Secretos
El Internado: Los Archivos Secretos surgiu ao início com um spin-off da série. Aqui, apareciam personagens de El Internado entre os anos 2011 e 2012, sendo interrogados por uma misteriosa inspetora de apelido Martínez. O spin-off foi emitido antes de cada episódio das temporadas 4 e 5, e cada episódio durava aproximadamente dezenove minutos, a maior parte destes dedicados a relembrar acontecimentos de temporadas anteriores ou da presente. Como se supõe que tudo já acabou no “Internado Laguna Negra”, o spin-off permitiria saber que personagens sobreviveriam à acção da série original. No final da quinta temporada, que coincidiu com a suposta morte de Héctor (que aparecia nos “Archivos”, logo, supostamente sobreviveria) foi revelado que, na verdade, não tinham relação com a trama principal, o que se veio a confirmar no último episódio, quando foi revelado que os episódios anteriores teriam sido uma alucinação de Jacques Noiret, que, no futuro se encontraria encerrado num hospital psiquiátrico, ao cuidado de uma tal doutora Martínez, que nos seus delírios confunde com uma polícia.
LISTA DE EPISÓDIOS
1. El Monstruo del Bosque La Laguna Negra (O Monstro do Bosque “A Lagoa Negra”), no qual Jacinta fala sobre Pablo Fernández (o “Gnomo”).
2. Fenómenos Paranormales: Cayetano Montero (Fenómenos Paranormais: Cayetano Montero), onde Julia e Roque recordam Cayetano.
3. Los Vengadores (Os Vingadores), onde Samuel Espí (Héctor) fala do seu passado e conta o que descobriu.
4. Acusado de Asesinato (Acusado de Assassinato), onde é feita uma revisão da história de Carlos Almansa com a organização de “El Viejo” e os seus contactos.
5. Las Cuatro Huérfanas (As Quatro Órfãs), onde Carol fala sobre tudo o que descobriram sobre as raparigas desaparecidas.
6. La Verdad Sobre Cristina Palacios (A Verdade sobre Cristina Palacios), onde Vicky fala da sua amizade com Cristina.
7. Nora Infiltrada (Nora Infiltrada), onde Saúl (“el Viejo”) recorda a eficácia de Nora.
8. Cabeza de Turco (Bode Expiatório), onde Elsa lamenta a perda de Pedro e a sua relação com Jacques Noiret.
9. ¿Dónde Está Toni? (Onde está o Toni?), onde María conta como ficou grávida e admite que perdoou Toni há muito tempo.
10. Las Mejores Amigas (As Melhores Amigas), onde Evelyn conta como ela e Paula viveram a história do “Internado”.
11. Secretos y Mentiras’’ (Segredos e Mentiras), onde Marcos conta como chegou ao “Internado” e a sua relação com Amelia.
12. Toda una Vida (Toda uma Vida), onde Jacinta conta a sua história no “Internado”.
13. Justicia o Venganza (Justiça ou Vingança), onde Saúl e Carlos (Fermín) contam a sua relação com os judeus e os nazis.
14. Nada es Casualidad (Nada é Casualidade), onde Julía conta a sua história no “Internado”.
15. Irene Espi (Irene Espi), onde Irene Espi (Sandra Pazos) conta a sua história no “Internado”.
16. ...Y Después Empezaron los Crímenes (… E Depois Começaram os Crimes), onde Vicky conta o que aconteceu com os três infectados pelo vírus de Ottox no “Internado”.
17. Jacques Noiret: Caso Cerrado (Jacques Noiret: Caso Encerrado), onde Noiret é interrogado acerca do “Proyecto Géminis” e sobre os assassinatos que ocorreram no “Internado”.

## ¿Dónde esta Yago?
O primeiro jogo online baseado no "El Internado". O jogo baseia-se no desaparecimento de Yago, uma personagem fictícia que estudou na “Laguna Negra”. Um amigo seu, Humberto tentará encontrá-lo com a nossa ajuda, mediante jogos e quebra-cabeças, e para além disso, algumas das respostas aos enigmas estarão dentro dos episódios e só os vendo e fixando todos os detalhes será possível passar à fase seguinte. O primeiro jogador a chegar ao final foi um chamado Poliverr.
Como prémio no final, todos os jogadores receberam 4 finais alternativos da história.
Algumas pessoas foram penalizadas por usar programas ilegais no jogo como o cheat engine que acelerava o tempo na marcha atrás e assim chegar primeiro.

### Personagens
- Humberto González (Sergio Wolbers): Amigo de Yago, que o procura na sua web (www.dondeestayago.com).
- Yago Tobias: Aluno da Laguna Negra desaparecido quando ia ao “Internado”. Irmão de Hernan.
- Hernan Kum : Presidente da associação de antigos alunos da “Laguna Negra”. Irmão de Yago.
- Sara Roi Téllez: Órfã do “Orfanato Laguna Negra”, ex-trabalhadora da Ottox. Quem ajuda Humberto.
- Mujer rubia (Mulher loura): Trabalhadora de Ottox e sequestradora de Yago.

## Lugares Visitados
- Pré-estreia da 3ª Temporada de El internado --- Lugar: Cines Capitol Madrid (España)

Acompanhantes: Marta Torné, Mariona Ribas, Marta Hazas, Raúl Fernández, Pedro Civera, Eduardo Espinilla, Eduardo Velasco, Carlota García, Denisse Peña, Martín Rivas, Yon González, Elena Furiase, Ana de Armas, Blanca Suárez, Daniel Retuerta
- Emissão do último capítulo 3ª temporada de El internado --- Lugar: Parque de atracciones de Madrid

Acompanhantes: Pedro Civera,Raúl Fernández, Daniel Retuerta, Yon González, Marta Hazas, Carlota García, Denisse Peña
- Pré-estreia da 4ª Temporada de El internado --- Lugar: Bilbao, Vigo, Murcia y Sevilla (Cada cidade com uma sala de cinema para a projecção do primeiro capítulo da 4ª Temporada)

Acompanhantes: Bilbao: Yon González y Blanca Suárez, Vigo: Martín Rivas y Marta Hazas, Murcia: Marta Torné y Raúl Fernández, Sevilla: Daniel Retuerta e Ana de Armas.
- Pré-estreia da 5ª temporada de El internado --- Lugar: Alicante,

Acompanhantes: Yon González,Blanca Suárez e Marta Torné.
- Pré-estreia da 6ª temporada de El internado --- Lugar: Castellón. Dia: 11 de Novembro de 2009

Acompanhantes: Blanca Suárez, Martín Rivas e Yon González

## Capítulos e audiências
| Temporada | Episódios | Espectadores | Share |
| --------- | --------- | ------------ | ----- |
| Primeira  | 6         | 4.077.000    | 23,8% |
| Segunda   | 8         | 3.612.000    | 20,2% |
| Terceira  | 9         | 3.421.000    | 20,4% |
| Quarta    | 11        | 3.893.000    | 22,0% |
| Quinta    | 9         | 3.163.000    | 18,4% |
| Sexta     | 13        | 2.929.000    | 16,5% |
| Sétima    | 15        | 2.494.000    | 15,0% |
| Total     | 71        | 3.670.000    | 19,9% |

## Prémios & Nomeações
- Premio Ondas 2007 de melhor série espanhola
- Fotogramas de Plata
  - Melhor ator de televisão:  Luis Merlo
  - Melhor atriz de televisão: Amparo Baró
- TP de Oro: 
  - 2008: Melhor Atriz: Amparo Baró
  - 2007: Melhor Série Nacional
- Premios Vieira de Plata 2008
  - Melhor ator revelação: Martiño Rivas
- Premios Glamour 2008
  - Prémio Revelação: Marta Torné
- Festival de cine y televisión de Islantilla
  - 2009: Prémio revelação: Martiño Rivas
  - 2008: Melhor ator de televisão: Luis Merlo
- Festival de Televisão de Monte Carlo 2009
  - Nomeações à Ninfa de Ouro de Melhor Ator: Raúl Fernández e Yon González
  - Nomeações à Ninfa de Ouro de Melhor Actriz: Blanca Suárez e Marta Torné
  - Nomeação à Ninfa de Ouro de Melhor Produtor Europeu
  - Nomeação à Ninfa de Ouro de Melhor Produtor Nacional
- Premios ATV

-2007
- - Nomeação à melhor série nacional
  - Prémio ao melhor produtor
  - Nomeação à melhor direcção de fotografia e iluminação.
  - Nomeação à melhor direcção de arte e cenografia.

-2008
- - Nomeação à melhor série nacional
  - Prémio à melhor direcção de fotografia e iluminação: David Arribas
  - Premio à melhor direcção de arte e cenografia: Fernando González
- Premios Mujer Cosmopolitan 2009
  - Melhor actriz de TV: Ana de Armas

## DVD
As primeiras seis temporadas já estão à venda, todas editadas pela Sony Pictures . 
- - A 1ª temporada completa de “El internado” foi posta à venda a 25 de Março de 2008 e contém 3 discos. Para além disso, também foi editada exclusivamente para venda no “El Corte Inglés” uma edição com quatro DVDs, que continha numerosos extras como entrevistas com os actores.

- A 2ª temporada completa de “El internado” foi posta à venda a 20 de Maio de 2008 e contém 3 discos.

- A 3ª temporada completa de “El internado” foi posta à venda a 28 de Outubro de 2008 e contém 4 discos.

- A 4ª temporada completa de “El internado” foi posta à venda a 26 de Maio de 2009 e contém 3 discos.

- A 5ª temporada completa de “El internado” foi posta à venda a 3 de Novembro de 2009 e contém 3 discos.

- A 6ª temporada completa de “El internado” foi posta à venda a 24 de agosto de 2010, e contém 4 discos.

- A Sony Pictures anunciou a sua distribuição em formato Blu-Ray, visto que a série está gravada em Alta Definição. Não saiu à venda neste formato, porque foi vendido um grande número de DVDs e o Blu-Ray ainda não conseguiu vender nem a metade dos títulos dos que se venderam em DVD em menos tempo desde a sua saída.

## Videojogo
A série conta com um videojogo criado pela Virgin PLAY para Nintendo DS e intitulado El Internado. O videojogo chegou ao mercado na Primavera de 2009, coincidindo com a estreia da quinta temporada e é o primeiro videojogo baseado numa série de televisão espanhola. 